# Mansur al-Hallaj
Mansur al-Hallaj (nom complet : Abū `Abd Allah al-Ḥuṣayn Manṣūr al-Ḥallāj ; arabe : منصور الحلاج ; persan : منصور حلاج, Mansūr-e Ḥallāj), né vers 858 (244 de l'Hégire) et mort le 26 mars 922 (309 de l'Hégire) à Bagdad, est un mystique persan soufi d'obédience sunnite,. Il est l'auteur d'une œuvre abondante visant à renouer avec la pure origine du Coran et son essence orale et littéraire. 
C'est à Louis Massignon, spécialiste de la mystique islamique et qui fut son premier traducteur dans une langue européenne, que le lecteur occidental doit la redécouverte des textes d'al-Hallaj.

## Biographie
Mansur al-Hallaj est probablement né en 244 de l'Hégire (vers 858 du calendrier grégorien) dans la province du Fars en Iran. Selon la tradition, son grand-père était un zoroastrien et descendait de Abu Ayub, un compagnon de Mahomet[réf. nécessaire]. Son père vint travailler dans la ville de Wasit et se lança dans le commerce de la laine. Son nom, al-Hallaj, signifie : le cardeur de laine.
Peu satisfait par l'enseignement traditionnel du Coran et attiré par une vie ascétique, al-Hallaj fréquenta des maîtres du soufisme comme Sahl ibn ‘Abd Allāh al-Tustārī (qui fut son premier maître), 'Amr ibn 'Uthman al-Makki, Ibn 'Aṭâ al-Adamî, et Abu al-Qasim al-Junayd, alors hautement respectés. 
Al-Hallaj épousa la fille du maître soufi Abu Ya'qub al-Aqta' avec qui il eut trois fils.
Al-Hallaj voyagea beaucoup et fut prédicateur en Iran, puis en Inde et jusqu’aux frontières de la Chine. Rentré à Bagdad, il est suspecté aussi bien par les sunnites que par les chiites pour ses idées mystiques (recherche de l'amour divin et de l'union de l'âme et de Dieu) et son influence sur les foules. Il est — faussement — accusé d'avoir participé à la révolte des Zanj.

### Emprisonnement et condamnation
Sa condamnation proprement dite est due à certaines formules qu'il énonce en public et qui scandalisent les juristes (faqîh) sunnites, et dont la plus célèbre est « Ana al haqq » (« Je suis la Vérité [c'est-à-dire Dieu] »). Cela fut considéré comme une hérésie, aussi bien dans le sunnisme que dans le chiisme.
Accusé aussi de pratiquer de faux miracles et d'être mêlé à des intrigues politiques, il est arrêté et reste en prison durant neuf ans. Finalement, il est jugé et, à l'issue du procès, condamné à mort, et ce malgré le soutien de hauts dignitaires de la cour. Il est crucifié à Bagdad le 26 mars 922,. 
Il restera un des plus célèbres condamnés soufis et son supplice sera mentionné de nombreuses fois, par exemple dans les écrits de Rûmî.

### Descendance
Les disciples de Hallaj iront chercher refuge en divers endroit, principalement en Iran où ils trouveront un appui auprès des dynasties turques récemment implantées et converties. C'est ainsi que leurs apports développeront le soufisme, et que la mystique musulmane va trouver sa forme confrérique qui se répandra dans tout l'Islam.

## Pensée

### Ana al-haqq
La recherche d'une relation directe avec Dieu est perçue par l'islam officiel comme une rupture intolérable de la charia. Cependant, cette affirmation (« je suis la Vérité »), si elle ne doit, en principe, pas être publique, n'est pas incongrue dans le milieu soufi où ce genre de propos est considéré comme émanant d'un homme qui, « fondu » dans l'« océan de la divinité », possède un rang spirituel très élevé. Les traductions de Louis Massignon viennent appuyer cette thèse, la plupart des versets du Diwan de Hallaj traitant de la « science de l'Unité » (panthéisme). 

### Poésie
La poésie de Hallaj est continuellement traversée par la notion d'union mystique.

« Informe la gazelle, ô brise, dans ta course,
Que ma soif est accrue quand je puise à sa source !
Et cette Bien-aimée, dans mes boyaux soustraite,
Si Elle le voulait, courrait sur mes pommettes !
Son esprit est le mien et le mien est le Sien,
Ce qu’Elle veut je veux et mon vœu Lui convient ! . »

### Citations
« Quelle terre est vide de Toi pour qu'on s'élance à Te chercher au ciel ? Tu les vois qui Te regardent au grand jour mais aveugles ils ne Te voient pas. »

— Poèmes Mystiques traduits par Sami-Ali (Albin Michel, 1998).

« Par orgueil je refusais le bonheur de l'amour. Et je subis le châtiment de l'orgueil. »

— Poèmes Mystiques traduits par Sami-Ali (Albin Michel, 1998).

#### Traductions en français
- Diwan, poèmes traduits et présentés par Louis Massignon, Paris, Seuil, 1955.
- Akhbar al-Hallaj. Recueil d'oraisons et d'exhortations du martyr mystique de l'islam Husayn Ibn Mansur Hallaj, Trad. et annotation par Louis Massignon et Paul Kraus, Paris, Vrin, coll. « Études musulmanes », 1975 [1957]. Edition bilingue.
- Poèmes mystiques traduits et présentés par Mahmoud Sami-Ali, Paris, Albin Michel, 1998.

#### Études (par année de publication)
- Louis Massignon, Essai sur les origines du lexique technique de la mystique musulmane, Paris, Vrin, 1954.
- Louis Massignon, La passion de Husayn ibn Mansûr Hallâj, 4 vol., Paris, Gallimard, coll. « TEL », 1975 [1962].
- Roger Arnaldez, Hallâj ou La religion de la croix, Paris, Plon, coll. « La recherche de l'absolu », 1964
- Georges C. ANAWATI, «  », Encyclopædia Universalis [en ligne], consulté le 19 février 2023. URL : https://www.universalis.fr/encyclopedie/al-halladj/, « Ḥallādj Al (858 env.-922) » , sur universalis.fr (consulté le 19 février 2023)
- Jacques Keryell, Jardin Donné. Louis Massignon à la recherche de l'Absolu, Paris, Éd.  Saint-Paul, 1993.
- Kebir Mustapha Ammi, Évocation de Hallaj, martyr mystique de l’islam, Paris, Presses de la Renaissance, 2003.
- Stéphane Ruspoli, Le message de Hallâj l’Expatrié – Recueil du Dîwân, Hymnes et prières, Sentences prophétiques et philosophiques, Paris, Cerf, coll. « Patrimoines – Islam », 2005, 422 p. (ISBN 978-2-204-07821-4, présentation en ligne)
- Joël-Claude Meffre (préf. de Pierre Lory, postface de Claude Louis-Combet), Témoignage de la poussière. Méditations autour du Dîwan de Husayn Mansûr Hallâj, Paris, Éd. de Corlevour, 2010, 83 p. (ISBN 978-2-915-83141-2)
- (en) Jawid Mojaddedi, « Ḥallāj, Abu'l-Moḡiṯ Ḥosayn », sur iranicaonline.org, Encyclopædia Iranica, 2012 (consulté le 19 février 2023)